# 拓跋処文
拓跋 処文（たくばつ しょぶん、403年 - 416年）は、北魏の皇族。長楽王。

## 経歴
道武帝の子として生まれた。407年（天賜4年）2月、長楽王に封じられた。416年（泰常元年）3月、死去した。享年は14。金陵に陪葬された。
子はなく、封国は除かれた。

## 伝記資料
- 『魏書』巻16 列伝第4
- 『北史』巻16 列伝第4